# Jhon Viáfara
Jhon Eduis Viáfara Mina (Robles, 27 d'octubre de 1978) és un exfutbolista colombià, que ocupava la posició de defensa.

## Trajectòria
Va començar a destacar a les files de l'Once Caldas, amb qui guanya la Copa Libertadores del 2004. Dona el salt a Europa quan fitxa pel Portsmouth FC, per 800.000 lliures. Al conjunt anglès no acaba de consolidar-se, i al gener del 2006 és cedit a la Reial Societat, de la primera divisió espanyola. A l'equip basc no acaba de reeixir, tot sumant onze partits i dues targetes roges.
L'agost del 2006 fitxa per un altre club anglès, el Southampton FC, on recupera la titularitat.
Hi retorna a l'Once Caldas el 2008, on juga la campanya 08/09. Després d'uns mesos sense equip, el 2010 recala al peruà Juan Aurich.

## Selecció
Viáfara va ser internacional amb Colòmbia en 32 ocasions, tot marcant un gol. Va participar en les edicions de la Copa Amèrica de 2004 i de 2007.

## Tràfic de drogues
John Viáfara va ser capturat a Cali, Colòmbia i extradit als Estats Units l'any 2020; acusat de ser membre d'una xarxa de narcotràfic del càrtel anomenat el Clan el Golf i on el jugador no va admetre els càrrecs presentats en contra seva. L'abril de 2021 fou condemnat a onze anys de presó per tràfic de drogues després de ser considerat culpable d'introduir cinc quilos de cocaïna als Estats Units.